# Ong bak 3
Ong bak 3 (tailandès องค์บาก 3) és una pel·lícula d'arts marcials tailandesa de 2010 dirigida, produïda i escrita per Tony Jaa i Panna Rittikrai. La pel·lícula és una seqüela d'Ong bak 2 (2008) i segueix la història del guerrer Tien (Tony Jaa), que havia estat capturat pel despietat senyor de la guerra Lord Rajasena (Sarunyu Wongkrajang). En Tien s'escapa de les urpes de Rajasena, es recupera de les seves lesions paralitzants amb l'ajuda del mestre Bua (Nirut Sirijanya) i torna per enfrontar-se a Bhuti Sangkha (Dan Chupong), que ha substituït a en Rajasena com a enemic principal. S'ha doblat al català.